# Bernardvillé
Bernardvillé je občina v departmaju Bas-Rhin francoske regije Alzacija.
Leta 2008 je v občini živelo 212 oseb oz. 77 oseb/km².